# ایستگاه ایکه‌بوکورو

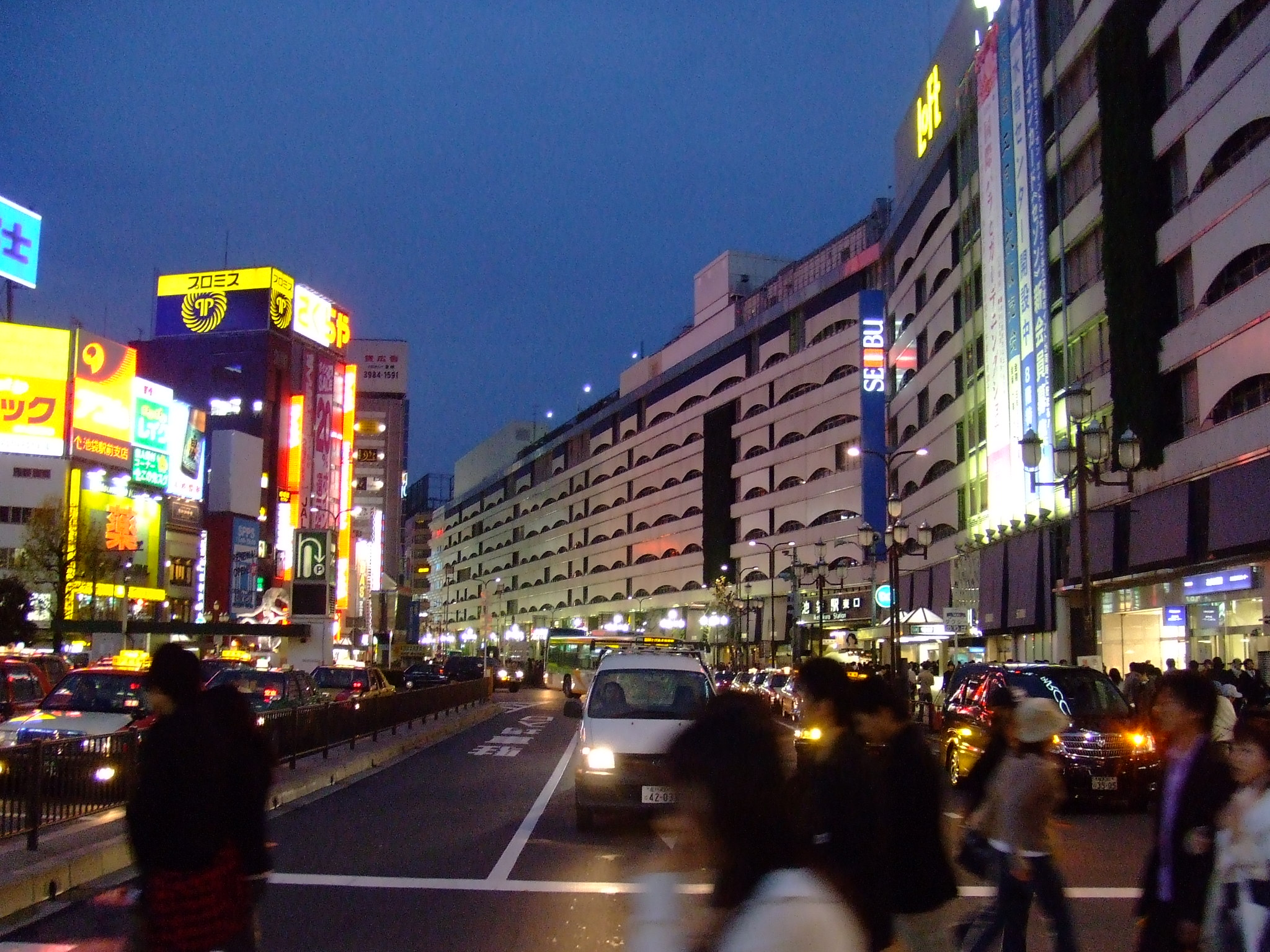
ایستگاه ایکِه‌بوکورو در شرقی.

ایستگاه ایکِه‌بوکورو (به ژاپنی: 池袋駅 Ikebukuro-eki) ایستگاهی است که در منطقهٔ توشیمای توکیو پایتخت ژاپن واقع شده‌است. ایکِه‌بوکورو یک ایستگاه از ایستگاه‌های شرکت راه‌آهن شرق ژاپن یا جی‌آر، شرکت راه آهن توبو، شرکت راه آهن سیبو و متروی توکیو محسوب می‌شود. ایستگاه ایکه‌بوکورو پس از ایستگاه شینجوکو شلوغ‌ترین ایستگاه قطار در جهان محسوب می‌شود.

## خط‌هایی که در ایستگاه ایکه‌بوکورو توقف دارند
- جی‌آر
  - ■ خط یامانوته
  - ■ خط سائیکئو
  - ■■ خط شونان شینجوکو
- شرکت راه آهن توبو
  - ■ خط توجوهونسن
- شرکت راه آهن سیبو
  - ■ خط ایکه‌بوکورو
- متروی توکیو
  - ■ خط مارونواوچی
  - ■ خط یوراکوچو
  - ■ خط فوکوتوشین